# Жак Ермите
Жак (Якоб) Ермите (на нидерландски: Jacques l'Hermite) е нидерландски адмирал, изследовател на Южна Америка.

## Биография
Роден е около 1582 година в Антверпен, Република Съединени провинции (днес Белгия). През 1585 г. семейството му напуска Антверпен и се заселва в Амстердам, а по-късно – в Ротердам. През 1606 г. напуска Нидерландия и заминава на работа в Нидерландска Източна Индия. От 1607 до 1611 г. е главен търговски агент на Нидерландската източноиндийска компания в Нидерландска Индия. През 1613 г. се завръща в Нидерландия.
През април 1623 г. е назначен за главнокомандващ на нидерландска ескадра от 11 кораба, целта на която е блокада на западното крайбрежие на Южна Америка, унищожаване на испанския флот в района и построяването на холандски бази по бреговете на Чили и Перу. По пътя натам, през февруари 1624 г., на южното крайбрежие на Огнена земя открива залива Насау (55°23′ ю. ш. 67°38′ з. д. / 55.383333° ю. ш. 67.633333° з. д.) и доказва, че нос Хорн (55°59′ ю. ш. 67°16′ з. д. / 55.983333° ю. ш. 67.266667° з. д.) се намира на остров Хорн, най-южния от групата о-ви Ермите.
През май 1624 г. флотът блокира перуанското пристанище Каляо и завзема други 2 порта – Писко и Гуаякил. По време на блокадата Ермите умира на 2 юни, след което холандските кораби прекосяват Тихия океан, достигат Нидерландска Индия и се завръщат в Нидерландия, като извършват околосветско плаване.

## Памет
Негово име носят:
- архипелаг Ермите (55°50′ ю. ш. 67°25′ з. д. / 55.833333° ю. ш. 67.416667° з. д.) в Южно Чили.
- остров Ермите (55°51′ ю. ш. 67°47′ з. д. / 55.85° ю. ш. 67.783333° з. д.) в архипелага Ермите в Чили.